# Ghost in the Shell 2: Man/Machine Interface
Ghost in the Shell 2: Man-Machine Interface (攻殻機動隊2 MANMACHINE INTERFACE Kōkaku Kidōtai 2: Manmachine Interface) är en japansk manga-serie i cyberpunk-miljö av Masamune Shirow. Serien publicerades av Kodansha. Serien är uppföljare till Ghost in the Shell och består av sex olika kapitel, med filosofiska frågor rörande människans identitet och medvetande. Första delen släpptes 1997.